# یو این یونگ
یو هیو مین (کره‌ای: 유효민؛ زادهٔ ۵ ژانویه ۱۹۸۴) که به‌طور حرفه‌ای با نام یو این یونگ (کره‌ای: 유인영) شناخته می‌شود، بازیگر اهل کره جنوبی است. یو در ابتدا به عنوان مدل تبلیغات فعالیتش را آغاز کرد پیش از اینکه در سال ۲۰۰۵ نخستین بازیگری خود را انجام دهد.